# Parafia św. Wawrzyńca w Wawrzeńczycach
Parafia Świętego Wawrzyńca w Wawrzeńczycach znajduje się w dekanacie Kąty Wrocławskie w archidiecezji wrocławskiej. Jej proboszczem jest ks. Andrzej Delwo. Obsługiwana przez kapłana archidiecezjalnego. Erygowana w 1488.